# Església de Lyjny
L'església de Lyjny o església de la Dormició de Lyjny (en georgià: ლიხნის ტაძარი) és una església medieval ortodoxa cristiana de Lyjny, a Abkhàzia, Geòrgia, construïda al segle x. Hi ha pintures al fresc del segle xiv que van ser influïdes per l'art romà d'Orient contemporani i adornades amb més d'una dotzena d'inscripcions georgianes i gregues.

## Arquitectura
L'església té una planta amb volta en forma de creu, construïda amb fileres rectes de pedra refinada. La petita cúpula, amb un tambor baix i un sostre inclinat, recolza en quatre pilars que es col·loquen lliurement. La part occidental de l'edifici inclou una galeria superior. Les façanes són simples, amb obertura de finestres i marcades amb tres absis que sobresurten de la paret est. Hi ha vestigis de pintura mural dels segles x-xi, però el cicle de frescs actual data del segle xiv. Es caracteritzen per pintures de colors nets, dinàmiques i expressives, de figures humanes una mica allargades.
Les antiguitats de Lyjny, també conegudes com a «Souk-Su», van ser estudiades i publicades per primera vegada el 1848 per l'erudita francesa Marie-Félicité Brosset, que també va copiar diverses inscripcions georgianes i gregues medievals. Es pot destacar la inscripció georgiana, realitzada en asomtavruli, que esmenta l'aparició del cometa de Halley el 1066, durant el regnat de Bagrat IV de Geòrgia.
Al 2010, les autoritats abkhazes de facto van començar-hi esforços de conservació. Les obres, segons especialistes georgians, comporten el risc d'una infracció d'autenticitat. L'església de Lyjny està inscrita en la llista de Monuments Culturals destacats de Geòrgia.
|  |  |